# Mirto Picchi
Mirto Picchi (San Mauro a Signa, 15 marzo 1915 – Firenze, 25 settembre 1980) è stato un tenore italiano.

## Biografia
Dopo essersi laureato in Economia e Commercio, seguì regolari lezioni di canto a Milano sotto la guida di Giulia Tess e Giacomo Armani, vincendo il concorso nazionale per voci nuove indetto dall'ENAL a Modena nel 1946. Nel settembre dello stesso anno debuttò come protagonista in Aida al Palazzo dello Sport di Milano (la Scala era inagibile in seguito ai bombardamenti), sostituendo Galliano Masini. Seguì il debutto alla Scala nel 1948, ancora in Aida.
Da allora iniziò un'intensa carriera che fino ai primi anni cinquanta lo vide interprete di primo piano del repertorio tenorile di genere lirico (Rigoletto, Un ballo in maschera, La bohème, Tosca) e lirico-spinto (oltre ad Aida, Don Carlo, Andrea Chenier, Norma).
A partire dalla stagione 1951-52, come egli stesso confessa nel suo libro di memorie Un trono vicino al sol, un'attrazione verso personaggi che vivono stati d'animo diversi da quelli usuali dei ruoli tenorili ottocenteschi lo orientò verso un repertorio decisamente moderno: La carriera di un libertino e Oedipus rex di Strawinski, Wozzeck di Berg, Peter Grimes e Billy Budd di Britten, La figlia di Jorio di Pizzetti, Il prigioniero di Dallapiccola.
Partecipò a numerose prime assolute, tra cui la già citata Figlia di Jorio di Pizzetti (Teatro San Carlo di Napoli, 1954), La Celestina di Testi (Maggio Musicale Fiorentino 1963), Lorenzaccio di Bussotti, ed alle prime italiane di Guerra e pace di Prokofiev (Firenze 1953), La sposa sorteggiata di Busoni (1966), Le Bassaridi di Henze (La Scala 1968).
Ebbe in repertorio oltre novanta ruoli e fu presente in teatri e festival in tutto il mondo: oltre alla Scala, Maggio Musicale Fiorentino, La Fenice di Venezia, Vienna, Londra, Zurigo, Chicago, Rio de Janeiro e, con particolare assiduità,  il Teatro Nacional de São Carlos di Lisbona.

## Repertorio
| Ruolo                    | Titolo                          | Autore       |
| ------------------------ | ------------------------------- | ------------ |
| Florestano               | Fidelio                         | Beethoven    |
| Gualtiero                | Il pirata                       | Bellini      |
| Pollione                 | Norma                           | Bellini      |
| Tamburomaggiore          | Wozzeck                         | Berg         |
| Faust                    | La dannazione di Faust          | Berlioz      |
| Don José                 | Carmen                          | Bizet        |
| Nerone                   | Nerone                          | Boito        |
| Peter Grimes             | Peter Grimes                    | Britten      |
| Capitan Vere             | Billy Budd                      | Britten      |
| Herman                   | La dama di picche               | Čajkovskij   |
| Giuseppe Hagenbach       | La Wally                        | Catalani     |
| Giasone                  | Medea                           | Cherubini    |
| Almansor                 | Gli Abenceragi                  | Cherubini    |
| Lionetto de' Ricci       | Gloria                          | Cilea        |
| Il carceriere            | Il prigioniero                  | Dallapiccola |
| Don Juan                 | Il convitato di pietra          | Dargomyžskij |
| Gennaro                  | Lucrezia Borgia                 | Donizetti    |
| Poliuto                  | Poliuto                         | Donizetti    |
| Admeto                   | Alceste                         | Gluck        |
| Rinaldo                  | Armida                          | Gluck        |
| Andrea Chénier           | Andrea Chénier                  | Giordano     |
| Sansone                  | Sansone                         | Händel       |
| Giove                    | Semele                          | Händel       |
| Laca Klemeň              | Jenůfa                          | Janáček      |
| Il principe              | Antigone                        | Liviabella   |
| Avito                    | L'amore dei tre re              | Montemezzi   |
| Nerone                   | L'incoronazione di Poppea       | Monteverdi   |
| Idomeneo                 | Idomeneo                        | Mozart       |
| Don Basilio              | Le nozze di Figaro              | Mozart       |
| Grigorij Otrepev         | Boris Godunov                   | Musorgskij   |
| Principe Vasilij Golicyn | Chovanščina                     | Musorgskij   |
| Ippolito                 | Fedra                           | Pizzetti     |
| Gherardo                 | Fra Gherardo                    | Pizzetti     |
| Lo straniero             | Lo straniero                    | Pizzetti     |
| Achille                  | Ifigenia                        | Pizzetti     |
| Cagliostro               | Cagliostro                      | Pizzetti     |
| Aligi                    | La figlia di Jorio              | Pizzetti     |
| Oreste                   | Clitennestra                    | Pizzetti     |
| Don Gerolamo             | Matrimonio al convento          | Prokof'ev    |
| Kuragin                  | Guerra e pace                   | Prokof'ev    |
| Rodolfo                  | La bohème                       | Puccini      |
| Mario Cavaradossi        | Tosca                           | Puccini      |
| Dick Johnson             | La fanciulla del West           | Puccini      |
| Luigi                    | Il tabarro                      | Puccini      |
| Ascher                   | Il Dibuk                        | Rocca        |
| Cleomene                 | L'assedio di Corinto            | Rossini      |
| Corrado                  | Griselda                        | Scarlatti    |
| Licinio                  | La Vestale                      | Spontini     |
| Erode                    | Salomè                          | Strauss      |
| Egisto                   | Elettra                         | Strauss      |
| Edipo                    | Edipo re                        | Stravinskij  |
| Tom Rakewell             | La carriera di un libertino     | Stravinskij  |
| Ismaele                  | Nabucco                         | Verdi        |
| Jacopo Foscari           | I due Foscari                   | Verdi        |
| Macduff                  | Macbeth                         | Verdi        |
| Duca di Mantova          | Rigoletto                       | Verdi        |
| Gabriele Adorno          | Simon Boccanegra                | Verdi        |
| Riccardo                 | Un ballo in maschera            | Verdi        |
| Don Carlo                | Don Carlo                       | Verdi        |
| Radamès                  | Aida                            | Verdi        |
| Erik                     | L'olandese volante              | Wagner       |
| David                    | I maestri cantori di Norimberga | Wagner       |
| Max                      | Il franco cacciatore            | Weber        |
| Oberon                   | Oberon                          | Weber        |
| Paolo Malatesta          | Francesca da Rimini             | Zandonai     |
| Gösta Berling            | I cavalieri di Ekebù            | Zandonai     |

## Discografia

### Incisioni in studio
- Don Carlo, con Nicola Rossi-Lemeni, Maria Caniglia, Paolo Silveri, Ebe Stignani, Giulio Neri, dir. Fernando Previtali - Cetra 1951
- Medea, con Maria Callas, Miriam Pirazzini, Renata Scotto, Giuseppe Modesti, dir. Tullio Serafin - EMI 1957

### Registrazioni dal vivo
- Un ballo in maschera, con Ljuba Welitsch, Paolo Silveri, Jean Watson, dir. Vittorio Gui - Edimburgo 1949 ed. Melodram/IDIS
- Norma, con Maria Callas, Ebe Stignani, Giacomo Vaghi, dir. Vittorio Gui - Londra 1952 ed. Melodram/Legato/EMI
- Boris Godunov (in ital.), con Boris Christoff, Rina Corsi, Giuseppe Modesti, Angelo Mercuriali, dir. Artur Rodzinsky - RAI-Roma 1952 ed. GOP
- Guerra e pace, con Ettore Bastianini, Franco Corelli, Fedora Barbieri, Rosanna Carteri, Anselmo Colzani, dir. Artur Rodzinski - Firenze 1953 ed. Melodram
- Don Carlo, con Nicola Rossi-Lemeni, Enzo Mascherini, Maria Pedrini, Fedora Barbieri, dir. Franco Capuana - Genova 1953 ed. Melodram
- Don Carlo, con Cesare Siepi, Enzo Mascherini, Antonietta Stella, Oralia Domínguez, dir. Mario Rossi - RAI-Torino 1954 ed. Cantus Classics
- Il tabarro, con Ettore Bastianini, Clara Petrella, dir. Gabriele Santini - Firenze 1955 ed. Lyric Distribution
- Nerone, con Mario Petri, Anna De Cavalieri, Giangiacomo Guelfi,  dir. Franco Capuana - Napoli 1957 ed. Cetra/GOP/Opera D'Oro
- I due Foscari, con Leyla Gencer, Giangiacomo Guelfi, dir. Tullio Serafin - Venezia 1957 ed. Cetra/Melodram/Myto
- Francesca da Rimini, con Ilva Ligabue, Aldo Protti, Piero De Palma, dir. Nino Sanzogno - RAI-Roma 1958 ed. Lyric Distribution
- Simon Boccanegra, con Tito Gobbi, Leyla Gencer, Ferruccio Mazzoli, dir. Mario Rossi - Napoli 1958 ed. IDIS/Hardy Classic (video)
- Macbeth, con Giuseppe Taddei, Leyla Gencer, Ferruccio Mazzoli, dir. Vittorio Gui - Palermo 1960 ed. GOP/Living Stage
- L'incoronazione di Poppea, con Claudia Parada, Mirella Parutto, Boris Christoff, dir. Carlo Franci - Firenze 1966 ed. Opera D'Oro

## Video
- Il tabarro, con Clara Petrella, Carlo Tagliabue, Orchestra e Coro di Milano della Radiotelevisione Italiana, direttore Oliviero De Fabritiis - Programma nazionale RAI 23 gennaio 1957